# Mohsen Namjoo
Mohsen Namjoo (em persa: محسن نامجو) (nascido em 1976 - Torbat-e Jam, Irã) é um cantor, compositor e guitarrista iraniano que atualmente reside nos Estados Unidos da América. 

## Biografia
Namjoo nasceu em 1976 em Torbat-e Jam, uma pequena cidade localizada em Coração Razavi, uma Província do nordeste do Irã. Ele estudou Teatro e Música na Universidade de Teerã.
Em 2009, Mohsen Namjoo foi condenado a cinco anos de prisão pela Justiça iraniana por blasfêmia à religião islâmica. A condenação se deu por revelia, visto que Namjoo não se encontrava no país.
Seu estilo único de música é influenciado por diferentes estilos: Blues, Jazz, Rock e também a própria música folclórica iraniana. As letras de suas canções são também uma combinação formada pela poesia persa clássica, a exemplo dos poetas Rumi e Hafiz (poeta), suas próprias composições e também a poesia contemporânea.
Ele gravou um Audiobook do livro "O alquimista" do escritor brasileiro Paulo Coelho. 
Uma reportagem do jornal The New York Times definiu Mohsen Namjoo como o "Bob Dylan do Irã".

## Discografia

### Álbuns Solo
- Toranj (2007)
- Jabr-e Joghrafiyaei (2008)
- Oy (2009)
- Useless Kisses (2011)
- Alaki (2011)